# Route nationale 203 (France)
Pour les articles homonymes, voir Route nationale 203.

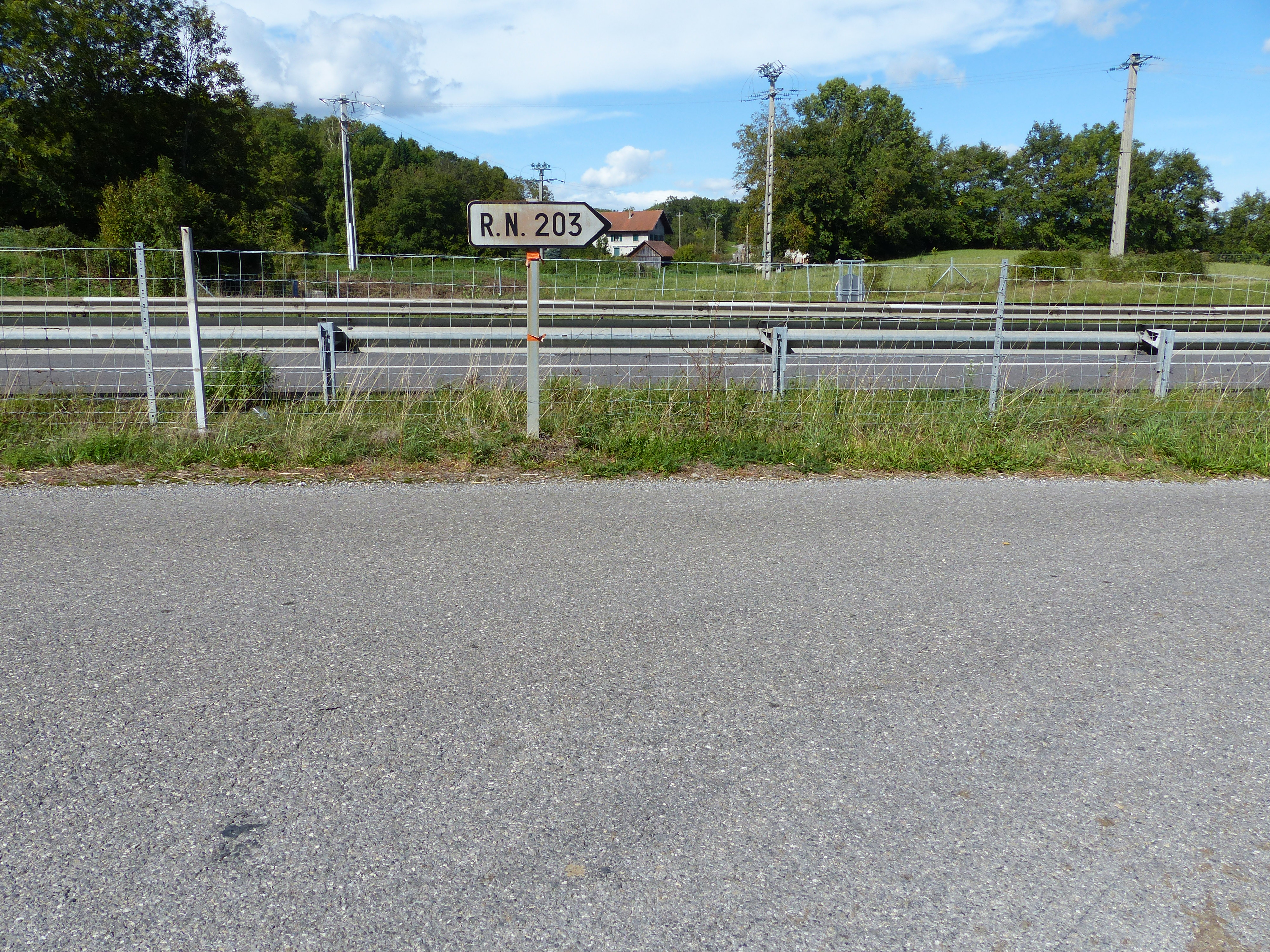
Panneau donnant la direction de la R.N. 203 à Cornier, Haute-Savoie.

La route nationale 203, ou RN 203, était une route nationale française reliant successivement Annecy à Thonon-les-Bains (avant 1972), puis Annecy à Bonneville (de 1972 à 2006). Ce dernier tracé, dédoublé par l'A41, a été reversé au département de la Haute-Savoie en 2006 (RD 1203).

## Histoire
Peu après l'annexion du duché de Savoie par Napoléon III, la route d'Annecy à Thonon par Bonneville est classée par décret impérial du 18 août 1860 route nationale sous le no 203. 
À la suite de la réforme de 1972, la RN 203 est réduite au tronçon reliant Annecy à Bonneville. Les anciennes sections ont été renumérotées en routes nationales ou départementales :
- RN 205 (déclassée en RD 1205 en 2006) entre Bonneville et Findrol,
- RD 903 entre Findrol et Rosses,
- RN 206 (déclassée en RD 1206 en 2006) entre Rosses et Machilly,
- RD 903 entre Machilly et Thonon-les-Bains.

En 2006, le dernier tronçon restant de la RN 203 entre Annecy et Bonneville a été déclassée en RD 1203.

## D'Annecy à Thonon-les-Bains

### Ancien tracé d'Annecy à Bonneville (D 1203)
- Annecy (km 0)
- Col d'Évires
- La Roche-sur-Foron (km 26)
- Bonneville (km 34)

### Ancien tracé de Bonneville à Thonon-les-Bains (D 1205, D 903 & D 1206)
- Contamine-sur-Arve D 1205 (km 43)
- Findrol, commune de Contamine-sur-Arve D 903 (km 44)
- Rosses, commune de Cranves-Sales D 1206 (km 51)
- Saint-Cergues (km 56)
- Machilly D 903 (km 59)
- Bons-en-Chablais (km 63)
- Thonon-les-Bains (km 78)